# Italian Hockey League - Division I 2018-2019
L'Italian Hockey League - Division I 2018-2019 è il terzo ed ultimo livello del Campionato italiano di hockey su ghiaccio giocato nella stagione 2018-2019.

## Formazioni
Le squadre iscritte alla Italian Hockey League - Division I erano inizialmente 11; erano sei le squadre confermate dalla stagione precedente: Val Venosta, Hockey Pieve, Vipiteno C, ValpEagle, Sporting Pinerolo e Real Torino. Oltre al Bressanone promosso in IHL, mancavano quindi Valpellice (estromesso dal campionato precedente per non essersi presentata a due incontri), Varese Killer Bees, Val Pusteria Junior e Valrendena. Al loro posto erano ritornate a disputare un campionato senior le squadre Aosta Gladiators (che nella stagione precedente aveva ritirato l'iscrizione a poche settimane dall'inizio del campionato), Piné (la cui prima squadra mancava dalla stagione 2008-2009, quando tuttavia si era ritirata), Dobbiaco (che, dopo alcuni campionati giocati in Austria era stata richiamata in italia dalla FISG nella stagione precedente, ma che poi non si era iscritta), Torino Bulls (che mancavano dal 2015-2016) e Hockey Academy Bolzano (alla sua prima partecipazione).
Nel mese di giugno, poco più di un mese dopo l'ufficializzazione da parte della FISG dell'organico della IHL, due squadre, l'Hockey Club Chiavenna e l'Hockey Club Feltreghiaccio si autoretrocessero in IHL - I Division per motivi economici, portando il torneo a 13 partecipanti, 7 nel girone Est e 6 nel girone Ovest. Il girone Ovest perse tuttavia un'ulteriore partecipante a ridosso della stesura dei campionati, a causa della rinuncia dello Sporting Pinerolo.
A seguito della fusione fra i settori giovanili dell'Hockey Academy Bolzano e dell'Hockey Club Bolzano, venne coinvolta nel progetto anche la squadra iscritta in IHL - I Division, che venne anch'essa ribattezzata HCB Foxes Academy.
| Squadre iscritte alla IHL-I Division nel campionato 2018-19 | Squadre iscritte alla IHL-I Division nel campionato 2018-19 | Squadre iscritte alla IHL-I Division nel campionato 2018-19 | Squadre iscritte alla IHL-I Division nel campionato 2018-19 | Squadre iscritte alla IHL-I Division nel campionato 2018-19 | Squadre iscritte alla IHL-I Division nel campionato 2018-19 |
| Girone                                                      | Club                                                        | Regione                                                     | Città                                                       | Arena                                                       | Capacità                                                    |
| ----------------------------------------------------------- | ----------------------------------------------------------- | ----------------------------------------------------------- | ----------------------------------------------------------- | ----------------------------------------------------------- | ----------------------------------------------------------- |
| Ovest                                                       | Aosta Gladiators                                            | Valle d'Aosta                                               | Aosta (AO)                                                  | Palaghiaccio di Aosta                                       | ?                                                           |
| Ovest                                                       | Real Torino                                                 | Piemonte                                                    | Torino (TO)                                                 | Palasport Tazzoli                                           | 2.290                                                       |
| Ovest                                                       | Torino Bulls                                                | Piemonte                                                    | Torino (TO)                                                 | Palasport Tazzoli                                           | 2.290                                                       |
| Ovest                                                       | ValpEagle                                                   | Piemonte                                                    | Torre Pellice (TO)                                          | Pala Cotta Morandini                                        | 2.370                                                       |
| Ovest                                                       | Chiavenna                                                   | Lombardia                                                   | Chiavenna (SO)                                              | Palaghiaccio di Chiavenna                                   | 450                                                         |
| Est                                                         | Hockey Pieve                                                | Veneto                                                      | Pieve di Cadore (BL)                                        | Stadio del ghiaccio di Tai di Cadore                        | ?                                                           |
| Est                                                         | Feltreghiaccio                                              | Veneto                                                      | Feltre (BL)                                                 | Palaghiaccio Feltre                                         | 2.500                                                       |
| Est                                                         | Dobbiaco                                                    | Trentino-Alto Adige                                         | Dobbiaco (BZ)                                               | Palaghiaccio di Dobbiaco                                    | ?                                                           |
| Est                                                         | WSV Sterzing Vipiteno C                                     | Trentino-Alto Adige                                         | Vipiteno (BZ)                                               | Weihenstephan Arena                                         | 1.700                                                       |
| Est                                                         | Foxes Academy                                               | Trentino-Alto Adige                                         | Bolzano (BZ)                                                | Palaonda Palaghiaccio Sill                                  | 7.220 ?                                                     |
| Est                                                         | HC Piné                                                     | Trentino-Alto Adige                                         | Baselga di Piné (TN)                                        | Ice Rink Pinè                                               | 1.880                                                       |
| Est                                                         | HC Val Venosta                                              | Trentino-Alto Adige                                         | Laces (BZ)                                                  | IceForum                                                    | 400                                                         |

## Formula
Le squadre sono state suddivise in due gironi, Est (con 7 partecipanti, provenienti da Trentino-Alto Adige e Veneto) e Ovest (con 5 partecipanti, provenienti da Valle d'Aosta, Piemonte e Lombardia).
La regular season si è disputata con un doppio girone di andata e ritorno (16 incontri complessivi per ciascuna squadra) per il girone Ovest, mentre con un girone di andata e ritorno seguito da un ulteriore girone di sola andata (18 incontri complessivi per ciascuna squadra) per il girone Est.
Ai play-off si sono qualificate 8 squadre: le prime tre classificate del girone Ovest e le prime 5 classificate del girone Est.

## Regular season

### Girone Ovest
| Pos. | Squadra          | Pt | G  | V  | VOT | POT | P  | GF  | GS  | DR   |
| ---- | ---------------- | -- | -- | -- | --- | --- | -- | --- | --- | ---- |
| 1.   | ValpEagle        | 48 | 16 | 16 | 0   | 0   | 0  | 185 | 21  | +164 |
| 2.   | Chiavenna        | 33 | 16 | 11 | 0   | 0   | 5  | 70  | 43  | +27  |
| 3.   | Real Torino      | 24 | 16 | 8  | 0   | 0   | 8  | 56  | 78  | -22  |
| 4.   | Aosta Gladiators | 12 | 16 | 4  | 0   | 0   | 12 | 43  | 85  | -42  |
| 5.   | Torino Bulls     | 3  | 16 | 1  | 0   | 0   | 15 | 23  | 150 | -127 |

### Girone Est
| Pos. | Squadra            | Pt | G  | V  | VOT | POT | P  | GF | GS | DR  |
| ---- | ------------------ | -- | -- | -- | --- | --- | -- | -- | -- | --- |
| 1.   | Dobbiaco           | 43 | 18 | 14 | 0   | 1   | 3  | 92 | 52 | +40 |
| 2.   | Val Venosta        | 38 | 18 | 10 | 3   | 2   | 3  | 76 | 52 | +24 |
| 3.   | Vipiteno Broncos C | 30 | 18 | 7  | 3   | 3   | 5  | 56 | 54 | +2  |
| 4.   | Pieve di Cadore    | 26 | 17 | 7  | 2   | 1   | 7  | 51 | 59 | -8  |
| 5.   | Feltreghiaccio     | 21 | 17 | 5  | 1   | 4   | 7  | 55 | 65 | -10 |
| 6.   | Foxes Academy      | 15 | 18 | 5  | 0   | 0   | 13 | 54 | 69 | -15 |
| 7.   | Piné               | 13 | 18 | 3  | 2   | 0   | 13 | 40 | 73 | -33 |

## Play-off
|  | Quarti di finale | Quarti di finale   | Quarti di finale | Quarti di finale | Quarti di finale |  |  | Semifinali | Semifinali         | Semifinali         | Semifinali | Semifinali |   |   | Finale | Finale             | Finale             | Finale | Finale |  |
|  |                  |                    |                  |                  |                  |  |  |            |                    |                    |            |            |   |   |        |                    |                    |        |        |  |
|  | 1E               | Dobbiaco           | Dobbiaco         | 4                | 5                |  |  |            |                    |                    |            |            |   |   |        |                    |                    |        |        |  |
|  | 5E               | Feltreghiaccio     | Feltreghiaccio   | 1                | 2                |  |  | 1E         | Dobbiaco           | Dobbiaco           | 4          | 2          |   |   |        |                    |                    |        |        |  |
|  | 2O               | Chiavenna          | 0                | 3‡               | 2                |  |  | 3E         | Vipiteno Broncos C | Vipiteno Broncos C | 7          | 3†         |   |   |        |                    |                    |        |        |  |
|  | 3E               | Vipiteno Broncos C | 5                | 2                | 3                |  |  |            |                    |                    |            |            |   |   | 3E     | Vipiteno Broncos C | Vipiteno Broncos C | 2      | 1      |  |
|  | 1O               | ValpEagle          | ValpEagle        | 10               | 7                |  |  |            |                    | 1O                 | ValpEagle  | ValpEagle  | 5 | 2 |        |                    |                    |        |        |  |
|  | 4E               | Pieve di Cadore    | Pieve di Cadore  | 1                | 0                |  |  | 1O         | ValpEagle          | ValpEagle          | 11         | 7          |   |   |        |                    |                    |        |        |  |
|  | 2E               | Val Venosta        | Val Venosta      | 13               | 6                |  |  | 2E         | Val Venosta        | Val Venosta        | 1          | 1          |   |   |        |                    |                    |        |        |  |
|  | 3O               | Real Torino        | Real Torino      | 0                | 2                |  |  |            |                    |                    |            |            |   |   |        |                    |                    |        |        |  |

Legenda:
†: Partita  terminata ai tempi supplementari; ‡: Partita terminata ai tiri di rigore
L'Hockey Club ValpEagle ha vinto l'Italian Hockey League - Division I, vincendo tutti e 22 gli incontri disputati in stagione.